# Fairhaven (Massachusetts)
Fairhaven es un pueblo ubicado en el condado de Bristol en el estado estadounidense de Massachusetts. En el Censo de 2010 tenía una población de 15.873 habitantes y una densidad poblacional de 434,99 personas por km².

## Geografía
Fairhaven se encuentra ubicado en las coordenadas 41°38′15″N 70°52′26″O / 41.63750, -70.87389. Según la Oficina del Censo de los Estados Unidos, Fairhaven tiene una superficie total de 36.49 km², de la cual 31.95 km² corresponden a tierra firme y (12.45%) 4.54 km² es agua.

## Demografía
Según el censo de 2010, había 15.873 personas residiendo en Fairhaven. La densidad de población era de 434,99 hab./km². De los 15.873 habitantes, Fairhaven estaba compuesto por el 95.55% blancos, el 0.91% eran afroamericanos, el 0.16% eran amerindios, el 0.97% eran asiáticos, el 0.06% eran isleños del Pacífico, el 1.07% eran de otras razas y el 1.29% pertenecían a dos o más razas. Del total de la población el 1.25% eran hispanos o latinos de cualquier raza.